# تصادم نانت الجوي 1973
تصادم نانت الجوي 1973 تصادم جوي بين طائرتي ماكدونل دوغلاس دي سي-9-32 التابعة للخطوط الجوية الأيبيرية الرحلة 504 وكونفير 990-30A-5 كورونادو التابعة لشركة سبانتكس الرحلة 400 في 5 مارس 1973 وأثناء التحليق فوق مدينة نانت اصطدم الجناح الأيمن والطرف الأيمن من الذيل والمحرك الأيمن رقم 2 من طراز برات آند ويتني جيه تي 8 دي-7 لطائرة دي سي-9 بقلابات ومحركي الجناح الأيسر رقم 1 و2 من طراز جنرال الكتريك سي جيه 805-23S لطائرة كونفير 990 والتفت طائرة دي سي-9 لليمين بعد الاصطدام وهبطت بسرعة 907 كيلومترات/ساعة واصطدمت الطائرة بمزرعة قمح قرب مدينة لا بلانشي الفرنسية ومات جميع ركابها وطاقمها البالغ عددهم 68 شخصا ولكن طائرة كونفير 990-30A-5 كورونادو لا تزال صالحة للطيران وكان طاقم شركة سبانتكس يريدون أقرب مطار وكان أقربها قاعدة كونياك – شاتيايوبرنارد الجوية ببلدة كونياك الفرنسية وهبطت الطائرة هناك ونجا جميع ركابها وطاقمها البالغ عددهم 107 شخصا بدون أذى.

## طاقم الطائرتين

### طاقم طائرة الخطوط الجوية الأيبيرية الرحلة 504
- الكابتن لويز كويتو كابيلا البالغ من العمر 37 عاما كان طيارا لمدة 7 سنوات مع الخطوط الجوية الأيبيرية.
- المساعد أول أوكتافيو لافيتا رويدا البالغ من العمر 35 عاما كان مساعد طيار لمدة 4 سنوات مع الخطوط الجوية الأيبيرية.
- طيار التدريب فيكتور خوسيه ألكيوبير كاماتشو البالغ من العمر 29 عاما كان طيارا لمدة سنتين مع الخطوط الجوية الأيبيرية.

### طاقم طائرة سبانتكس الرحلة 400
- الكابتن خوسيه أنطونيو آرناس رودريجيز البالغ من العمر 39 عاما كان طيارا لمدة 7 سنوات مع شركة سبانتكس.
- المساعد أول إيستيبان سافيدرا مارتينيز البالغ من العمر 39 عاما كان مساعد طيار لمدة 7 سنوات مع شركة سبانتكس.
- مهندس الرحلة خوسيه ماريا جونزاليس زاراس نافاس البالغ من العمر 37 عاما كان مهندس رحلات لمدة 6 سنوات مع شركة سبانتكس.
- المصادر
- https://en.m.wikipedia.org/wiki/Bureau_d%27Enqu%C3%AAtes_et_d%27Analyses_pour_la_S%C3%A9curit%C3%A9_de_l%27Aviation_Civile